# 용석균
용석균은 대한민국의 기업인이자 솔리드이엔지 고문이다.

## 학력
- 한양대학교 기계설계과 학사 졸업(1987년)
- 아주대학원 경영학 석사 졸업(2017년)

## 경력
- 2021년 1월 ~  Y&L Consulting 대표
- 2021년 1월 ~ 2024년 12월 (주)솔리드이엔지 고문
- 2018년 6월 ~ 2020년 12월 (주)솔리드이엔지 대표이사
- 2015년 1월 ~ 2017년 12월 삼성전자 상생협력센상생협력(자문역)
- 1987년 1월 ~ 2014년 12월 삼성전자 개발혁신팀장(상무)

## 기타
- 전 한국산업지능화협회 이사
- 현 한국산업지능화협회 고문